# Radio Mágica
Radio Mágica es una radioemisora chilena ubicada en la ciudad de Talca, en el 89.5 MHz del dial FM en dicha comuna. Es hermana de las emisoras Futura, Logika, Amiga, RTL Radio Tropical Latina Curicó y del Canal 6 Telecanal Talca.

## Historia
La emisora partió sus transmisiones en 2002 en el 89.5 MHz FM, frecuencia anteriormente utilizada por Radio Fantástica de la ciudad de Curicó .  Radio Mágica fue  creada por el Consorcio de Radio y Televisión Diagonal luego del éxito de las emisoras Radio Futura FM (1984), Radio Lógika (1992) y Radio Amiga de Talca (1994) se decide crear esta emisora, que se destaca por mezclar música en idiomas español e inglés con programas misceláneos, informativos y deportivos, parrilla programática que conserva hasta el día de hoy.
En 2006 junto con su emisora hermana Amiga, adoptan una versión del noticiero En Línea de Telecanal para las emisoras, tras el inicio de transmisiones del Canal 6 Telecanal Talca e incluso la edición mediodía del programa Gigante Deportivo se emite en conjunto entre ambas estaciones así como la transmisión de los partidos del club Rangers de Talca.